# Eifeler Rambur

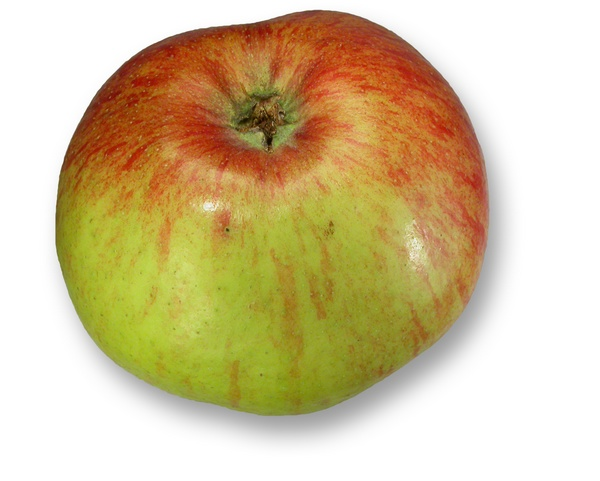
Eifeler Rambur

Der Eifeler Rambur ist eine alte Sorte des Kulturapfels. Sie wird als Streuobst angebaut und ist heute erhaltenswert. Die Sorte wurde bereits 1800 von Diel als "Winterrambour" beschrieben. Um 1890 wurde dieser unspezifische Name vom Deutschen Pomologenverein in Eifeler Rambur geändert. Ob sie aus dem Rheinland  stammt, ist fraglich. Sie ist in ganz Deutschland verbreitet, hat jedoch im Rheinland bis nach Luxemburg eine regelmäßige Verbreitung. In der Aachener Region und in der Eifel ist sie häufig. Es handelt sich um eine typische Obstsorte Aachener Streuobstwiesen. Von der einheimischen Bevölkerung wird der Eifeler Rambour auch "Breitauge" genannt.

## Beschreibung
Der Baum ist von großem breitkugeligen und starken Wuchs. Er ist gut geeignet für Mittelgebirgslage (daher der Name mit Eifel). Die Frucht ist groß bis sehr groß, unregelmäßig, oft rambourartig. Die Deckfarbe der Schale ist lebhaft orangerot auf erst grasgrünem,  später gelbem Grund. Ausdehnung ½ bis ¾. Im Gegensatz zum Rheinischen Winterrambur ist die Flammung stets deutlich. Die Schalenpunkte sind unauffällig. Der Kelch ist halboffen, die Kelchgrube sehr flach und weit (daher der Name „Breitauge“). Die Kelchgrubenumgebung ist eben bis wellig, selten höckerig. Die Kelchblätter sind breit und lang, am Grunde getrennt. Der Stiel ist dick, kurz, versenkt, die Stielgrube mitteltief. Das Fruchtfleisch ist weiß, mäßig saftig, grobzellig, mäßig erfrischend bei schwacher Säure.

## Ernte und Verwendung
Die Ernte ist regelmäßig hoch, spät einsetzend und neigt im Alter zu Alternanz. Die Frucht ist wenig anfällig. Auch ungepflegte Bäume liefern noch große Früchte. Pflückreif sind die Früchte von Ende September bis Mitte Oktober.
Der Eifeler Rambour ist ein mäßig bis guter Tafelapfel und guter Küchen- und Wirtschaftsapfel. Die Lagerfähigkeit ist mäßig, oft ab Dezember mehlig.